# Zona batial
Se denomina zona batial o zona batipelágica (del griego bath(y)- βαθύς (bathys) 'profundo' + pelag- πέλαγος 'alta mar' + -ik-os/-ē cuyo significado es "profundidades de alta mar") a uno de los niveles en los que está dividido el océano según su profundidad. En oceanografía, batial identifica a las aguas y fondos marinos situados entre 1000 y 4000 m de profundidad, comprendida por debajo de la zona mesopelágica y por encima de la zona abisopelágica o abisal. Esta región se caracteriza por una presión hidrostática elevada.

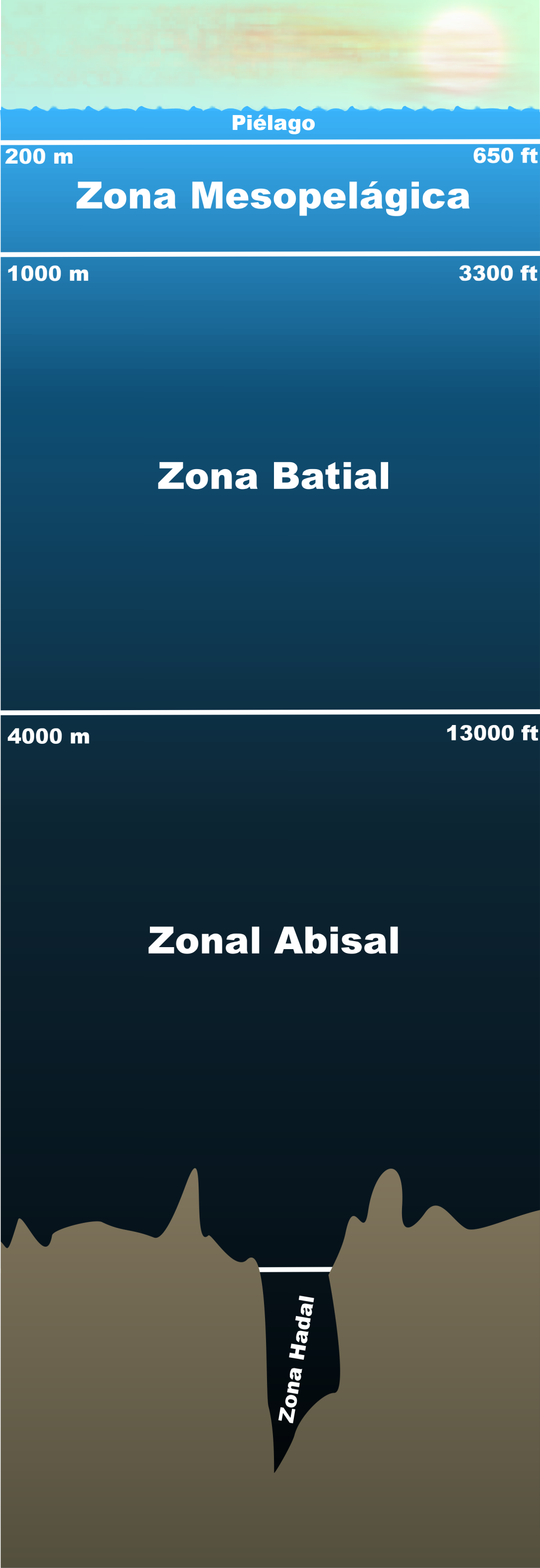
Diagrama de los niveles de la zona pelágica.

En biología marina describe un tipo determinado de ambiente de hábitat natural que hace referencia a ciertas especies de animales marinos que nadan libremente y que viven y/o se alimentan en aguas abiertas a dichas profundidades y nunca se aproximan a la superficie. Es una zona especialmente dura para encontrar comida, el único alimento existente es por depredación de otros animales, de microorganismos y de los restos detritos que les caen de arriba, por esta causa muchos animales tienen funciones metabólicas lentas para ser muy económicos y conservar energía, ciertas especies no tienen ojos. 
Los peces tienen coloraciones oscuras y rojas, bocas grandes, órganos sensoriales desarrollados y órganos luminosos.
La única luz existente es la de organismos bioluminiscentes y la oscuridad hace que los animales no se vean continuamente amenazados al no poder ser vistos y es por lo que tienen músculos débiles porque no son músculos de gran alcance.
En esta zona muchos animales son de color negro o rojo, y el rojo no se refleja pareciendo negro y debido a la carencia de la luz del sol hay pocas plantas ya que no pueden realizar la fotosíntesis.
En esta zona habita escasa fauna, pero con sorprendentes adaptaciones a las condiciones extremas del hábitat, como el rape abisal (Melanocetus johnsonii) y cefalópodos de varias tallas y formas caprichosas, incluidos los calamares gigantes (Architeuthis dux) y en aguas del polo sur calamares colosales (Mesonychoteuthis hamiltoni).